# Alla Wiktorowna Wolkowa
Alla Wiktorowna Wolkowa (russisch Алла Викторовна Волкова; * 12. April 1968) ist eine ehemalige russische Fußballspielerin.

## Karriere

### Vereine
Die 177 cm große Wolkowa gehörte in der Saison 1997/98 dem SC Klinge Seckach als Torhüterin an. In der Spielzeit 2003 war sie für den FK Lada Toljatti aus der gleichnamigen Stadt im Oblast Samara aktiv.

### Nationalmannschaft
Mit der Nationalmannschaft Russlands nahm sie an der vom 20. September bis 12. Oktober 2003 in den Vereinigten Staaten ausgetragenen Weltmeisterschaft teil. Sie bestritt alle Spiele der Gruppe D sowie das mit 1:7 gegen die Nationalmannschaft Deutschlands verlorene Viertelfinale.

## Erfolge
- WM-Viertelfinalist 2003